# 춰메이현

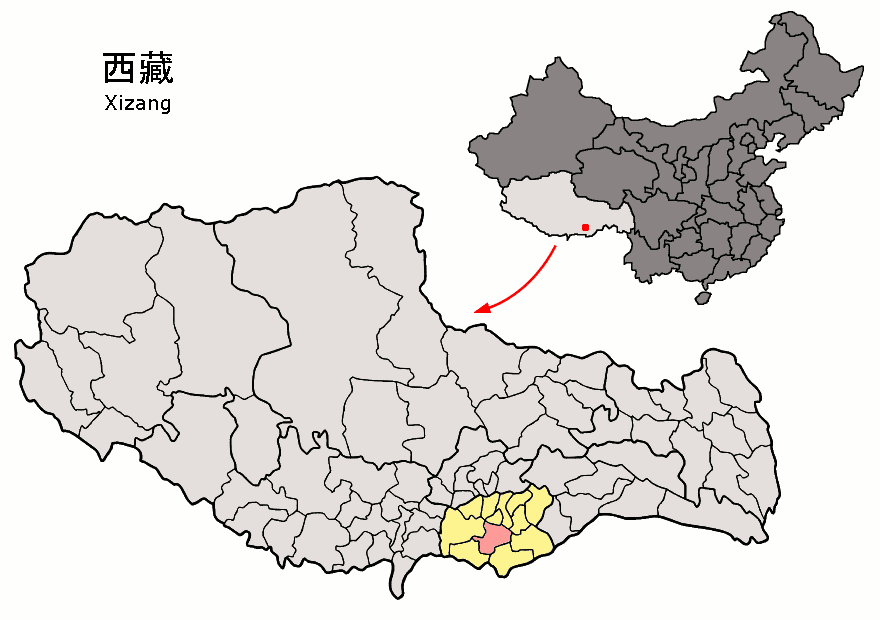
초마이 현의 위치

춰메이현(티베트어: མཚོ་སམད་རྫོང་ 초마이 종, 중국어: 措美县, 병음: Cuòměi Xiàn)은 티베트 자치구 산난 지구의 현급 행정구역이다. 넓이는 4530km2이고, 인구는 2007년 기준으로 10,000명이다.
초마이 현은 티베트 매스티프의 고장으로 유명하다. 티베트 매스티프는 몸길이가 24~28인치, 몸무게가 140~180파운드이고 일반적으로 붉은 야크털 목줄을 한 채 발견된다.

## 지리
해발고도는 3895m이다. 연평균 기온은 -3.5℃이고 연평균 강수량은 400mm이다.

## 행정 구역
2개 진, 2개 향을 관할한다.
- 진: 措美镇, 哲古镇.
- 향: 乃西乡, 古堆乡.